# Nuntă în Basarabia
Nuntă în Basarabia este o comedie romantică, coproducție cinematografică moldo-româno-luxemburgheză, în regia lui Nap Toader. Filmul prezintă conflictele reieșite în urma interacțiunii între nuntașii din România și cei din Republica Moldova la o nuntă ce are loc în Chișinău. Filmul a primit premiul special al juriului la Tallinn Black Nights Film Festival și a fost primit cu aplauze la premierele din capitalele celor două țări.

## Acțiunea
Vlad (Vlad Logigan), un tânăr dirijor din București dar originar din Oltenia se căsătorește cu colega sa de facultate, basarabeanca Vica (Victoria Bobu). Problemele financiare îi determină, însă, să organizeze o nouă nuntă la Chișinău, de această dată într-o manieră tradițională, în speranța de a obține bani pentru avansul la o garsonieră.
Filmul debutează cu discuțiile dintre miri, mama mirelui și Gioni, unchiul acestuia, aflați în drum spre Chișinău, parcurs cu trenul. Odată sosiți în capitala moldoveană, cei patru sunt întâmpinați de veselul Senia, unchiul miresei, și fac cunoștință cu părinții acesteia, o familie de intelectuali stilați și conservatori precum și cu viitorul naș, mafiotul local Valeriu. Gioni începe o serie de mitocănii care vor induce la fiecare pas diferite discuții și conflicte cu localnicii, fie că este vorba despre patronul localului unde are loc nunta, despre nuntașii basarabeni sau chiar despre tatăl miresei, al cărui patriotism sincer și plin de toleranță este pus în contrast cu naționalismul ignorant și de paradă al unchiului lui Vlad.
Nunta tradițională este afectată de jignirile aduse de nașul Valeriu lui Vlad și de Gioni rudelor de etnie rusă ale Vicăi, conflicte ce au impact și asupra relației dintre cei doi proaspăt căsătoriți. În final, nunta se termină cu bine, mirii sfârșesc dormind împreună pe o bancă în fața restaurantului, după ce primesc sume generoase de bani în dar și o invitație pentru o lună de miere la Moscova, iar Gioni ține un casting promițând unor fete localnice vize pentru Uniunea Europeană și este impresionat de interpretarea unui cântec rusesc pe care îl fredona în tren, în drum spre Chișinău.

## Producția
Nuntă în Basarabia este al doilea lung-metraj al lui Nap Toader, după filmul Italiencele din 2004. Filmul a avut un buget de 500.000 de euro și a fost filmat în întregime în luna iulie 2008, în Chișinău, în special în curtea Academiei de Medicină din oraș.
Scenariul este inspirat din propria experiență a lui Nap Toader, el însuși oltean căsătorit cu o basarabeancă.

## Primirea
Înainte de premieră, filmul a rulat la mai multe festivale de film, printre care Montreal World Film Festival, la festivalul Timishort de la Timișoara și la festivalul de filme indie Kinoshock din Rusia. La Tallinn Black Nights Film Festival, în decembrie 2009, a fost distins cu premiul special al juriului. Editorul buletinului zilnic al festivalului a arătat că filmul „se înscrie într-o tradiție europeană clasică, relevând în același timp subtilitățile unei culturi ce rămâne încă obscură”, iar la gala de premiere, producătorul rus Alexander Rodniansky a remarcat în film „un univers care celebrează bucuria de a trăi și omenia”. Pe de altă parte, după rularea la festivalul din Timișoara în mai 2010, Lucian Maier a numit filmul „manea cinematografică” și a criticat lipsa unei evoluții a personajelor, de evenimente și de trăiri, deși a constatat entuziasmul cu care publicul l-a primit.
Regizorul și-a caracterizat propriul film ca fiind nu un pod de flori, ci mai degrabă o coliziune de flori, care evidențiază și ironizează prejudecățile pe care oamenii din România și Republica Moldova le au unii față de ceilalți.
Premiera filmului pentru publicul moldovean a avut loc în ziua de 22 septembrie la cinematograful Gaudeamus din Chișinău, iar în România, premiera a avut loc două zile mai târziu, iar publicul l-a primit cu aplauze de ambele dăți.
La ediția 2011 a Premiilor Gopo, Nuntă în Basarabia a obținut trei nominalizări: Igor Caras-Romanov pentru rolul Senia la categoria „cel mai bun actor într-un rol secundar într-un film de lung metraj ficțiune”, Anatol Ștefăneț la categoria „cea mai bună muzică originală (lungmetraj)”, precum și Vlad Logigan și Victoria Bobu la categoria specială MTV „cel mai bun sărut”.
După lansarea pe DVD, care a avut loc la Chișinău la 5 martie 2011, Irina Nistor a comentat filmul în ziarul România Liberă, arătând că filmul reprezintă o schimbare față de abordarea mai „încrâncenată” a altor filme românești cu tematică de actualitate, comparând comicul de situație cu „gagurile din filmele mute” și remarcându-l pe actorul Constantin Take Florescu, care a jucat rolul unchiului Gioni.